# ساموئل شفلر
ساموئل ایرا شفلر (به انگلیسی: Samuel Ira Scheffler)، (زاده ۱۹۵۱) فیلسوف اخلاق و سیاسی، استاد دانشگاه فلسفه و حقوق در گروه فلسفه و دانشکده حقوق در دانشگاه نیویورک است.

## تحصیلات و شغل
شفلر قبل از نقل مکان به دانشگاه نیویورک در سال ۲۰۰۸، به مدت ۳۱ سال در دانشگاه کالیفرنیا، برکلی تدریس کرد. او دکترای خود را از دانشگاه پرینستون، جایی که شاگرد فیلسوف توماس نیگل بود، دریافت کرد. شفلر در سال ۲۰۰۴ به‌عنوان عضو فرهنگستان هنر و علوم آمریکا انتخاب شد
او فرزند ایزرییل شفلر فیلسوف دانشگاه هاروارد است. همچنین او عضو فرهنگستان علوم نروژ است.

## کار فلسفی
کتاب اخیر او، مرگ و زندگی پس از مرگ، بر اساس سخنرانی‌های تانر او در دانشگاه کالیفرنیا، توجه قابل توجهی را به‌دلیل این استدلال که ما در زندگی برای خود ارزش قائل هستیم، به این فرض بستگی دارد که زندگی مدت‌ها پس از مرگ ما ادامه خواهد داشت. همان‌طور که مارک جانستون فیلسوف پرینستون در بوستون ریویو توضیح داد:
در استفاده خودآگاهانه شفلر از این اصطلاح، «زندگی پس از مرگ» نه ادامه ماوراءطبیعی این زندگی است، و نه نتیجه درک طبیعت‌گرایانه عمیق‌تر از نوع چیزی که ما هستیم. این همان چیزی است که جان استوارت میل آن را «شتاب رو به جلوی نوع بشر»، زندگی جمعی بشریت پس از مرگ‌های فردی ما نامید. تز شفلر این است که هجوم رو به جلوی نوع بشر – زندگی پس از مرگ جمعی – برای ما بسیار مهم‌تر از آن چیزی است که معمولاً متوجه آن هستیم.
فیلسوف انگلیسی جان کاتینگهام در ارزیابی این استدلال نوشت: «شفلر مقاله فوق‌العاده‌ای ارائه کرده‌است. در واقع به نظر من برای قواره فلسفه تحلیلی خوب است. کاملاً عاری از اصطلاحات مبهم و دیگر ترفندهای خسته‌کننده است، با این حال دقیقاً به روش صحیحی استدلال و مطالبه می‌کند. ما را وادار می‌کند تا در مورد پیامدهای بررسی‌نشده باورهای موجود خود فکر کنیم».

## آثار برگزیده
- چرا نگران نسل‌های آینده باشیم (انتشارات دانشگاه آکسفورد، ۲۰۱۸)
- مرگ و زندگی پس از مرگ (انتشارات دانشگاه آکسفورد، ۲۰۱۳)
- برابری و سنت (انتشارات دانشگاه آکسفورد، ۲۰۱۰)
- مرزها و وفاداری‌ها: مشکلات عدالت و مسئولیت در اندیشه لیبرال (انتشارات دانشگاه آکسفورد، ۲۰۰۱)
- رد نتیجه‌گرایی (انتشارات دانشگاه آکسفورد ویرایش دوم، ۱۹۹۴) (ویراستار)
- اخلاق انسانی (انتشارات دانشگاه آکسفورد، ۱۹۹۲)